# Union Street (Londres)
Pour les articles homonymes, voir Union Street.
Union Street est une rue de Londres.

## Situation et accès
Cette voie du quartier de Southwark relie Blackfriars Road à l'ouest à Borough High Street à l'est. Elle est traversée par Southwark Bridge Road. Elle est longue d'environ 600 mètres.
Les stations de métro les plus proches sont, à l’ouest, Southwark, où circulent les trains de la ligne  Jubilee et, au sud-est, Borough, desservie par la ligne  Northern.

## Historique
La partie est de la rue, la plus ancienne, a été aménagée en 1781.